# Commune rurale de Pieksämäki
La commune rurale de Pieksämäki (finnois : Pieksämäen maalaiskunta) est une ancienne municipalité de Savonie du Sud en Finlande,.

## Histoire
La commune rurale de Pieksämäki entourait la ville de Pieksämäki. 
Le 1er janvier 2004, Jäppilä, la municipalité rurale de Pieksämäki et Virtasalmi ont fusionné pour devenir la nouvelle municipalité de Pieksänmaa. 
Au début 2007, Pieksänmaa a fusionné avec la ville de Pieksämäki.
Au 1er janvier 2003, la superficie de la commune rurale de Pieksämäki était de 945,1 km2 et au 31 décembre 2003 elle comptait 6 059 habitants.